# Càlam (botànica)
El càlam (Acorus calamus) és una planta amb flors de la família de les acoràcies, si bé fins ara havia estat classificada dins de les aràcies. Tot i ser originari de l'Índia, es troba present de manera naturalitzada a bona part de l'Europa central i boreal, Nord Amèrica i zones boreals d'Àsia (des de la Xina fins al golf Pèrsic) i, fins i tot, s'està aclimatant en algunes zones pantanoses d'Amèrica del Sur. No és present al Principat. També es coneix com a calamus i càlam aromàtic.

## Etimologia
El terme "Acorus calamus" prové de la combinació del nom grec "coreon" (pupil·la de l'ull) fent referència al fet que havia estat utilitzat en algunes malalties oculars i "kalam", significat que fa referència a la semblança amb la planta de la canya.

## Ecologia
Aquesta planta viu en terrenys humits de baixa altitud propers a llacs, estanys i rius. Aquestes zones es caracteritzen per la seva tranquil·litat i poca fondària.

## Descripció
Neòfit o hemicriptòfit, planta petita de forma herbàcia i perenne que pot arribar fins a 75 cm de longitud i 1 m amb la tija i les fulles. Rel fasciculada amb tiges que presenten unes branques elàstiques d'un color verd fosc. Les fulles són basals localitzades en el rizoma i tenen una forma lanceolada amb el marge ondulat. Són glabres i tenen una mida 0,5-2 cm de longitud.
Les inflorescències són espàdix terminals acolorits recoberts per una beina que creix sobre un eix cilíndric cònic de 8 cm de longitud. Les flors són hermafrodites amb el calze molt petit i que presenta de manera indiferenciada els seus sèpals i pètals. La corol·la és de color groc-verdós, creixent lateralment i en abundància, formant un angle de 45° i recobrint l'espàdix donant semblança a una branca. L'androceu està constituït per 6 estams, de concrescència lliure. El gineceu és bi o tricarpelar. Els fruits són baies i en el seu interior apareixen 2-3 llavors.
El rizoma d'aquesta planta s'utilitza per les seves virtuts medicinals.

## Composició química
- Olis essencials: Asarona i altres monosesquiterpens i sesquiterpens
- Glúcòsids amargs: Acorina
- Alcaloides: Calamina
- Aldehids aromàtics: Acoretina

## Accions farmacològiques
- Eupèptic, carminatiu i digestiu
- Espamolític
- Hipotensor
- Bradicaditzant
- Sedant
- Anticonvulsiu
- Diürètic
- Diaforètic
- Mucolític
- Hidrocolerètic
- Rubefaent
- Orexigènic/Tònic estomacal

També pot presentar una discreta acció estimulant amb un lleuger efecte eufòritzant i suaument al·lucinogen.

## Toxicitat
L'oli essencial del càlam, consumit en dosis elevades, pot produir avortaments i ser neurotòxic, a causa de l'elevada presència d'olis essencials. És per això que l'oli essencial de càlam està contraindicat durant l'embaràs i l'època de lactància. D'altra banda, s'ha observat que l'administració prolongada de l'oli essencial del càlam indueix tumors en el duodè de les rates i, per tant, es té sospita de cancerogenicitat en consums elevats.

## Simbolisme cultural
El càlam ha estat un element de comerç en moltes cultures durant milers d'anys. En l'antiguitat en l'Orient i Egipte, el rizoma es creia que era un afrodisíac potent. A Europa era sovint afegit al vi, i l'arrel era també un dels possibles ingredients de l'absenta. Entre els indis americans del nord, s'utilitza com a estimulant. També es creu que l'arrel s'ha utilitzat com a enterogen entre els nadius americans del nord atès que a dosis altes, és al·lucinogen.
El canó ha estat molt de temps un símbol d'amor mascle. El nom està associat amb el mite grec de Kalamos, un fill del déu de riu Maeander, que estimava Karpos, el fill de Zephyrus i Chloris. Quan Karpos s'ofegava, Kalamos es transformava en una canya, que, murmurant en el vent, s'interpretava com a sospir o lament.
En alguns poemes del Romanticisme, el càlam s'utilitza com a símbol d'amor, luxúria i afecte. S'ha suggerit que la simbologia es deriva de la semblança visual de la canya al penis humà erecte.

## Observacions
Com a curiositat, cal destacar que el fregament de les seves fulles produeixen una olor que recorda a l'aroma de la mandarina o d'una taronja seca.